# بیمارستان شهدا (کره‌ای)
بیمارستان شهدا بیمارستانی است درمانی واقع در شهر کره‌ای، شهرستان سرچهان، استان فارس وابسته به دانشگاه علوم پزشکی شیراز با ظرفیت ۱۰ تخت فعال که در سال ۱۳۹۷ شمسی تأسیس گردید.
این بیمارستان با زیربنای ۱۵۳۴ مترمربع و مساحت ۳۰٬۰۰۰ مترمربع دارای اتاق عمل زایمان، اتاق عمل سرپایی، اتاق بستری، اتاق زایمان طبیعی و اتاق درد است.